# 피터 비욘 앤 존
피터 비욘 앤 존 (Peter Bjorn and John)은 1999년 스웨덴 스톡홀름에서 결성된 인디 팝 / 록 밴드. 2006년 콘크리츠의 빅토리아 벅스만이 참여한 Young Folks로 전 세계적으로 유명해졌다.

## 약력
피터 모렌과 비욘 이틀링은 스웨덴 북부에 있는 다라나 지방에 있는 고등학교에서 만나 같이 음악을 하기 시작했다. 스톤 로지스와 라이드, 60년대 바로크 팝, 파워 팝, 뉴웨이브의 영향을 받은 이들은 첫 밴드가 해체되자 스톡홀름으로 거주지를 옮겼다. 거기사 존 에릭슨을 만나게 되고, 세 사람의 이름을 따서 1999년 피터 비욘 앤 존을 결성하게 되었다.
2002년 셀프 타이틀 데뷔 앨범과 2004년 앨범 Falling Out을 발표하지만 소수의 지지를 받는데 그쳤다. 하지만 2006년 6월 발표된 싱글 Young Folks와 직후 발표된 앨범 Writer's Block가 히트를 치면서 이들은 전 세계적으로 유명해졌다. Young Folks는 카니예 웨스트가 지지를 표하며 자신의 작업물에 샘플링하기도 했다.
2009년 네 번째 앨범 Living Thing을 발표했다.

## 앨범
- Peter Bjorn and John (2002)
- Falling Out (2004)
- Writer's Block (2006) (FLA #90, UK #68, US #114)
- Seaside Rock (2008, 연주 앨범)
- Living Thing (2009) (UK #162, US #92)